# Yan (Fem dynastierna)
Yan var ett mycket kortlivat kungarike i närheten av dagens Peking, i början av epoken De fem dynastierna och De tio rikena, som traditionellt dateras från 907 till 960. Yan varade bara i två år, från 911 till 913.